# Maurice Zundel
Pour les articles homonymes, voir Zundel.
Maurice Zundel, né le 21 janvier 1897 à Neuchâtel et mort le 10 août 1975 à Ouchy (Lausanne), paroisse du Sacré-Cœur, est un prêtre et théologien catholique suisse. On a dit de lui qu'il se situe « au croisement des théologies protestante et catholique, de la philosophie existentielle et du personnalisme ».

## Biographie

### Jeunesse et formation

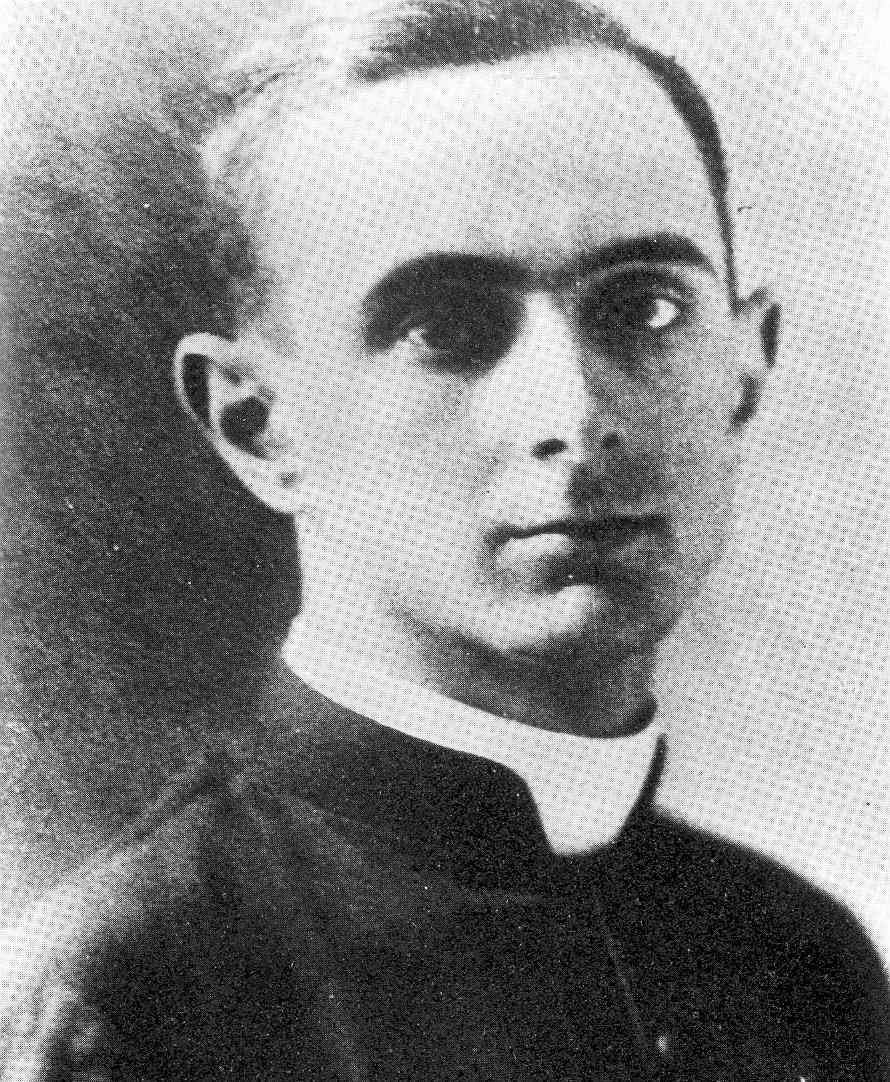
L'abbé Montini au début des années 1920.

Ordonné prêtre dans le diocèse de Lausanne-Genève en 1919, il est nommé vicaire à la paroisse Saint-Joseph de Genève, dans le quartier populaire des Eaux-Vives jusqu'en 1925. Son évêque, Marius Besson, l'envoie  à Rome pour un approfondissement de ses connaissances. Il y obtient en 1927, un doctorat en philosophie à l'université pontificale Saint-Thomas-d'Aquin, Angelicum avec une thèse sur l'influence du nominalisme sur la pensée chrétienne. 
C'est durant son séjour romain, en 1926, qu'il fait la connaissance de l'abbé Jean-Baptiste Montini, le futur pape Paul VI.

### Ministère avant la guerre
A son retour de Rome, en septembre 1927, la reprise de son ministère à la paroisse Saint-Joseph est refusée et il est envoyé cette fois en France. Après quelques mois à Charenton, il devient aumônier des Bénédictines de la rue Monsieur à Paris, jusqu'en juillet 1929. C'est là qu'il revoit l'abbé Montini séjournant à Paris pour y perfectionner sa connaissance du français à l'Alliance française. De cette amitié spirituelle entretenue au travers des écrits de Maurice Zundel, naîtra l'invitation du Pape Paul VI pour prêcher la retraite de carême pour la Curie en 1972.
Cependant son style de vie, caractérisé notamment par une pauvreté radicale à l'école de saint François, est souvent mal compris par ses supérieurs et il souffrira beaucoup des mesures d'éloignement qu'il ressent comme un exil. 

### Auteur et conférencier après la guerre
À partir de 1946, après son retour d'Égypte où il avait passé la période de la Deuxième Guerre mondiale, il s'établit définitivement dans la paroisse du Sacré-Cœur à Ouchy (Lausanne).  Il y réside pendant trente ans comme simple prêtre auxiliaire, sans jamais recevoir de responsabilité pastorale. Il mène dès lors une vie de prédicateur et de conférencier qui le conduit de Suisse en Palestine, en Égypte et au Liban. 
Écrivain, poète et conférencier, Maurice Zundel a publié une trentaine de livres. L’Académie française lui décerne le prix Juteau-Duvigneaux en 1938 pour ses ouvrages L'Évangile intérieur et Le Poème de la sainte liturgie.  

### Dernières années
Il meurt à Ouchy, en 1975. Son corps repose en la basilique Notre-Dame-de-l'Assomption de Neuchâtel.

## Son œuvre
La pensée de Zundel est à la fois mystique et éthique. La pensée de Zundel concernant l’homme, sa conception « anthropologique », est rigoureusement indissociable de sa théologie. Comme elle, elle est réaliste, simple, lumineuse.
Le mysticisme de Zundel est orienté sur la libération des déterminismes biologiques par l'intervention de l'Esprit dans l'art, la science, et surtout la religion. Pour lui, le don ou sacrifice de soi est un acte joyeux de communion et non un renoncement triste. Il affirme que l'homme ne devient une personne libre qu'en se libérant radicalement de son statut d'individu biologique. Reprenant à son compte la formule de Rimbaud « on ne naît pas libre, on le devient » [cette formule n'est pas de Rimbaud ], il lui donne un sens philosophique et mystique porté sur l'altérité, selon lequel la liberté s'obtient par la totale désappropriation de soi sur le modèle trinitaire. C'est alors que « je est un autre » par la rencontre du « tu ». La libération est donc le passage de l'homme réel à l'homme possible, de l'individu à la personne. La personne est "l'homme possible" ou libre ; l'individu, c'est l'homme réel asservi aux déterminismes cosmiques. 
La mystique de Zundel prend appui sur la méditation trinitaire du don infini de chacune des trois personnes divines en direction des deux autres. La doctrine trinitaire est ainsi la méditation d'une circulation infinie d'Amour entre les trois personnes. Enfin elle met en avant la conception d'un Dieu d'Amour, selon laquelle Dieu n'est pas un Dieu vengeur mais un Père tendre qui aime et pardonne. Ce n'est pas un pharaon ou un souverain, c'est un homme-dieu qui aime et qui souffre dans la personne du Christ.
Du point de vue éthique, Zundel fonde une « morale de la libération » rompant avec les morales de l'obligation ou du devoir. La morale de la libération n'est pas une morale de tabous ou d'interdits. Elle consiste en un dépassement de soi par le don infini de soi. Pour Zundel en effet, l'homme ne se trouve qu'en se perdant joyeusement, qu'en se dés-appropriant totalement de soi.

## Texte édité
Considéré de son vivant par le pape Paul VI comme « un génie mystique, génie poète écrivain et théologien »,.
La maternité première

« Dès sa conception dans le sein de Marie, Jésus est une personnalité divine, donc infinie, bien que son humanité soit encore en germe. C'est donc la personne qui est première en Jésus. Et c'est cette personne qui est nommée à Marie dans le mystère de l'Annonciation. Son consentement porte sur cette personne. Sa maternité est une maternité de la personne.

Cette maternité de la personne est une maternité qui l'engage dans les plus intimes racines de son être. C'est parce que sa personnalité est radicalement engagée dans cette maternité, que se déclenche le processus biologique qui aboutira à la formation de la très sainte Humanité de Notre Seigneur. Marie vit le Christ dans son esprit. Elle engendre le Verbe dans son esprit et, à force de le contempler, elle finit par l'engendrer dans sa chair virginale.

Cette maternité de Marie qui engage sa personnalité dans ses racines les plus intimes, cette maternité est de toujours. C'est pourquoi la conception virginale de Marie s'enracine dans son Immaculée Conception. C'est l'aspect indispensablement complémentaire de la conception virginale. »

— Marie tendresse des pauvres. Texte présenté par Marc Donzé, Le Passeur éditeur, 2024, p. 95-96.

## Poésie chez Zundel
En 1925, Maurice Zundel publie un petit ouvrage intitulé Le Poème de la sainte Liturgie, sous le pseudonyme de Fr. Benoît. Il a alors 28 ans. En 1934, sous son propre nom, il en publie une nouvelle version, corrigée et augmentée. Elle eut un grand succès et connut sept éditions, la dernière en 1954.

## Publications
Cette bibliographie est indicative car l'Association Les Amis de Maurice Zundel (AMZ) fait publier ou republier assez régulièrement des ouvrages de Maurice Zundel. Deux courtes compilations ont été publiées en 1997 avec le concours de l'AMZ en direction de tous ceux qui veulent découvrir sa pensée : "Vivre l'Évangile avec Maurice Zundel : L'Homme, le grand malentendu" (Édition Saint-Paul) et "Dieu, le grand malentendu" (Saint-Paul). Quelques autres ont été publiées depuis.
Éditions Anne Sigier/Médiaspaul
- Hymne à la joie, 1992.
- Je est un autre, 1986.
- Je parlerai à ton cœur (retraite aux franciscaines du Liban), 1990, 327 p.  (ISBN 978-2-8912-9147-7)
- Morale et mystique, 1986.
- Silence, Parole de vie (retraite aux franciscaines du Liban), 1990.
- Ta Parole comme une source - 85 sermons inédits (1953-1975), 1987.
- Vie, mort, résurrection (retraites données en 961-1972), 1995.
- Pèlerin de l'espérance, 1997.

Éditions du Cerf
- Croyez-vous en l'homme ?, coll. « Foi vivante  », 1992.
- Notre Dame de la Sagesse, coll. « Foi vivante  », 1995.
- La Pierre vivante, 1992.
- Fidélité de Dieu et grandeur de l'homme (retraite à Timadeuc), 2009.

Éditions Desclée de Brouwer
- Ouvertures sur le vrai, 1989.
- Recherche de la personne, 1990.
- Ton visage, ma lumière - 90 sermons de Maurice Zundel (1960-1975), 1989.
- Dialogue avec la vérité, 1991.

Éditions Saint Augustin
- Avec Dieu dans le quotidien, 1988.
- Émerveillement et pauvreté : retraite à des oblates bénédictines, (retraite aux oblates bénédictines de La Rochette), 1990, 207 p. (ISBN 978-2-88011-458-9, lire en ligne)
- L'Évangile intérieur, 1991.
- La liberté de la foi, 1992.
- Quel homme et quel Dieu ? (retraite au Vatican), 1986.
- L'Evangile intérieur, 8e édition, 2007, 151 p. (ISBN 978-2-88011-419-0, lire en ligne)

Édition Mame / Le Moustier
- Poème de la Sainte Liturgie, coll. « Goûtez et voyez  », 1991 (sous le pseudonyme de Frère Benoît).

Éditions Médiaspaul
- Je est un autre, 2000 (ISBN 978-2-89129-298-6)

Éditions Pierre Téqui
- À l'écoute du silence, 2012, 150 p. (ISBN 978-2-7403-1716-7)